# 载人航天
载人航天是指由太空人执行的太空探索，可以由单人或多人执行，惟均需使用载人航天器进行。目前为止只有苏联及其继承国俄罗斯、美国、中华人民共和国三个国家有能力独立完成载人航天。
历史上首次载人航天任务是1961年4月12日苏联发射的东方1号，苏联太空人尤里·加加林在环绕地球轨道一周后安全返回地球。5月5日，艾倫·雪帕德執行自由7號時成為了第一個進入太空的美國太空人，也是人類歷史上第二人，航天器在太空停留了15分鐘。1963年6月16日，苏联太空人瓦莲京娜·捷列什科娃执行东方6号任务时成为了第一名进入太空的女性。中國則是第三個嘗試追趕美蘇的國家，但載人計劃在1973年被中途取消，直到三十年後的2003年，中国的航天员杨利伟乘坐神舟五号，成功围绕地球十四圈并安全返回地球，标志着中国成为第三个有能力独立完成载人航天的国家。目前除俄美中三国外，还有欧洲空间局、日本、印度、伊朗、马来西亚等国家和机构也在计划实施载人航天。
1966年，美国的双子星11号创造了最高地球轨道记录，飞行高度达1374公里。发射和修理哈勃太空望远镜的两次航天飞机任务也曾达到600公里左右的飞行高度。迄今为止，载人航天飞行目标在地球轨道之外的任务只限于月球，尽管月球本身也是地球的卫星。第一次去月球的载人任务阿波罗8号中，三位宇航员曾进入月球轨道。阿波罗10号第二次环绕了月球，在月球轨道进行了登月航天器的测试。阿波罗11号至17号中除了13号的六次任务都成功登月，每次都有两名宇航员踏上了月球。于是有十二名宇航员在执行阿波罗计划任务时完成了登月的壮举，并全部安全返回。
某些情况下，人类以外的動物也曾乘坐航天器进入太空，也曾有过多次没能返回地球的情况。狗是第一批进入太空的大型哺乳动物。
隨著航太技術從學術及公用領域走入民間，載人航太也開始邁向商業化，並使包括太空旅遊在內的商業太空飛行成為現實。

## 歷史

### 冷戰時期
人類太空飛行能力最初是在美國與蘇聯之間的冷戰期間開發的，並開發了第一批用於運送核武器的洲際飛彈。這些火箭足夠大，可以將第一批人造衛星送入低地球軌道。在1957年和1958年發射第一顆衛星之後，美國發展水星計劃，將人發射進入軌道，而蘇聯則秘密推行了上升計劃以完成同樣的任務。1961年4月12日，蘇聯在東方1號任務中使用沃斯托克3KA火箭將第一個太空人尤里·加加林發射到軌道。1961年5月5日，美國則在水星-紅石3號任務發射了第一位宇航員艾倫·雪帕德以紅石火箭運載的自由7號太空艙進行亞軌道飛行。與加加林不同，雪帕德手動控制他的航天器的姿態並降落在其中。是第一個進入地球軌道的美國人，於1962年2月20日由水星-宇宙神6號火箭發射的太空艙友誼7號。蘇聯於1963年6月16日在沃斯托克6號太空船上發射了五名宇航員，其中包括第一位女太空人瓦莲京娜·捷列什科娃。到1963年，美國共發射了2名與4名宇航員進行亞軌道與軌道飛行。美國還在約瑟夫·A·沃克（Joseph A.Walker）駕駛的X-15試驗機上進行了兩次飛行，飛行超過了卡門線，這是國際公認的國際航空聯盟用來表示太空邊緣的100公里高度。
1960年代，美國總統约翰·肯尼迪以成功登陸月球並安全返航做為太空競賽的標竿，為了實現這一目標，美國於1961年啟動了由三人組成的阿波羅計劃，並由農神系列運載火箭發射；1962年由兩人組成的臨時兩人計劃是雙子座計劃，該計劃在1965年和1966年由泰坦2號運載火箭進行了10次飛行任務。雙子座計畫的目標是通過發展美國在月球飛行任務中使用的軌道太空飛行經驗和技術來支持阿波羅。
同時，蘇聯對他們打算將人類送上月球的意圖保持沉默，並繼續將其單座Vostok太空艙的範圍擴大為兩人或三人的Voskhod太空艙，以便與雙子座計畫競爭。他們分別於1964年和1965年發射了兩次軌道飛行，並實現了第一次太空漫步，於1965年3月8日由阿列克謝·列昂諾夫在上升2號上進行的。但是Voskhod沒有Gemini的在軌道調動的能力，因此該計劃被終止。美國雙子座計畫的發射並沒有完成第一次太空漫步，而是通過進行幾次太空行走並解決了克服重力不足而導致的宇航員疲勞問題，證明了人類在太空飛行中的最長耐力達到了兩週，這是第一次太空飛行克服了蘇聯的早期太空會合和太空對接。
美國成功研製了將阿波羅號航天器送入月球所需的農神五號火箭，並於1968年12月將弗蘭克·博爾曼、詹姆斯·洛威爾和威廉·安德斯送入了阿波羅8號環繞月球運行10周的軌道。1969年7月，阿波羅11號完成了甘迺迪的目標，將尼爾·阿姆斯壯和伯茲·艾德林在7月21日降落月球上，並在7月24日與指揮艙飛行員邁克爾·柯林斯一起安全返回。到1972年，總共進行了6次阿波羅飛行任務，共有12個人在月球上行走，其中一半更在月球表面上駕駛阿波羅月球車。而在阿波羅13號，洛弗爾、傑克·斯維格特和弗雷德·海斯的機組人員在災難性的飛行航天器故障中倖存下來，安全返回地球，而沒有降落在月球上。
與此同時，蘇聯秘密進行了載人登月計畫，他們成功開發了用於月球計劃的三人聯盟號宇宙飛船，但未能開發人類著陸所必需的N1火箭，並於1974年停止了月球計劃。在輸掉登月競賽后，他們集中精力發展太空站，利用聯盟號作為載具將宇航員送入和送出太空站。從1971年到1986年，他們從一系列禮炮計劃開始。

### 後阿波羅時期

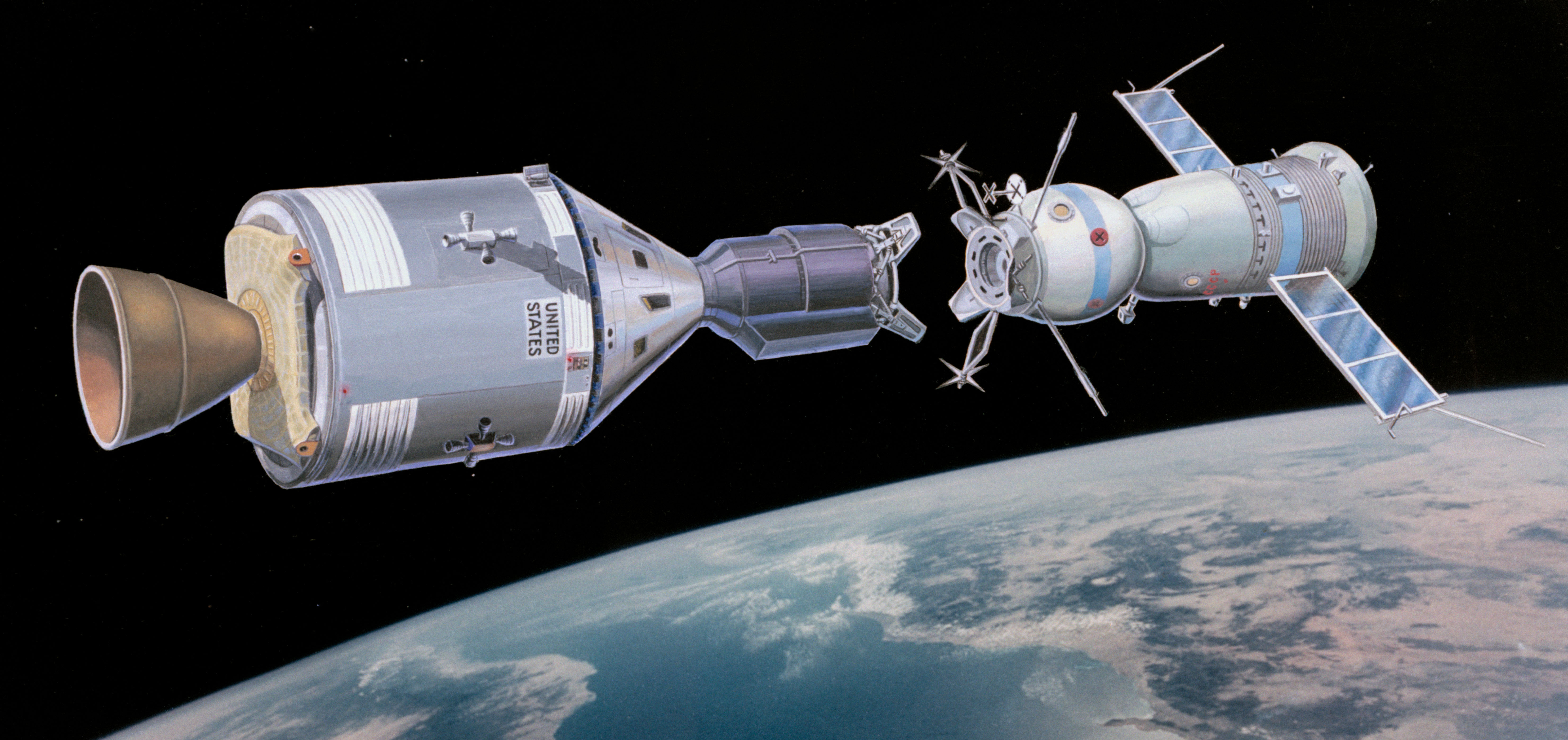
藝術家對阿波羅CSM即將與聯盟號飛船對接的渲染圖。

阿波羅計劃執行完畢後，美國於1973年進行了太空實驗室計劃，並在三名機組人員乘坐阿波羅飛船的情況下居住了171天。美國總統尼克森與蘇聯共產黨總書記列昂尼德·勃列日涅夫商定了緩和政策，緩和了冷戰的緊張局勢。作為此計劃的一部分，他們對於阿波羅-聯盟測試計劃進行了談判，在該計劃中，搭載特殊對接適配器模塊的阿波羅太空船於1975年與聯盟19號會合併對接。美國和俄羅斯機組人員在太空中握手，但飛行的目的純粹是外交和象徵性的。
尼克森於1969年任命副總統斯皮羅·阿格紐（Spiro Agnew）領導一個太空任務小組，以推薦繼阿波羅之後的後續人類太空飛行計劃。該小組提出了一個雄心勃勃的太空運輸系統，該系統基於可重複使用的太空梭，該航天飛機由有翼，內部燃料的軌道級燃燒液態氫組成，由類似但較大的煤油燃料升壓級發射，每個升壓級均配備有噴氣式噴氣發動機以提供動力返回進入甘迺迪太空中心發射場的跑道。該系統的其他組成部分包括一個永久性的模塊化空間站，可重複使用的太空拖船和NERVA行星際渡輪，根據分配的資金水平，讓人類最早於1986年或2000年遠征火星。但是，尼克森知道美國的政治氣候不會支持國會為這種雄心壯志籌集資金，因此取消了除太空梭之外的所有提議，太空站可能會緊隨其後。航天飛機的計劃被縮減以減少開發風險，成本和時間，用兩個可重複使用的固體火箭助推器代替飛行員反激式助推器，而較小的軌道器將使用消耗性的外部油箱為其氫燃料主引擎提供動力。軌道飛行器將不得不進行無動力著陸。

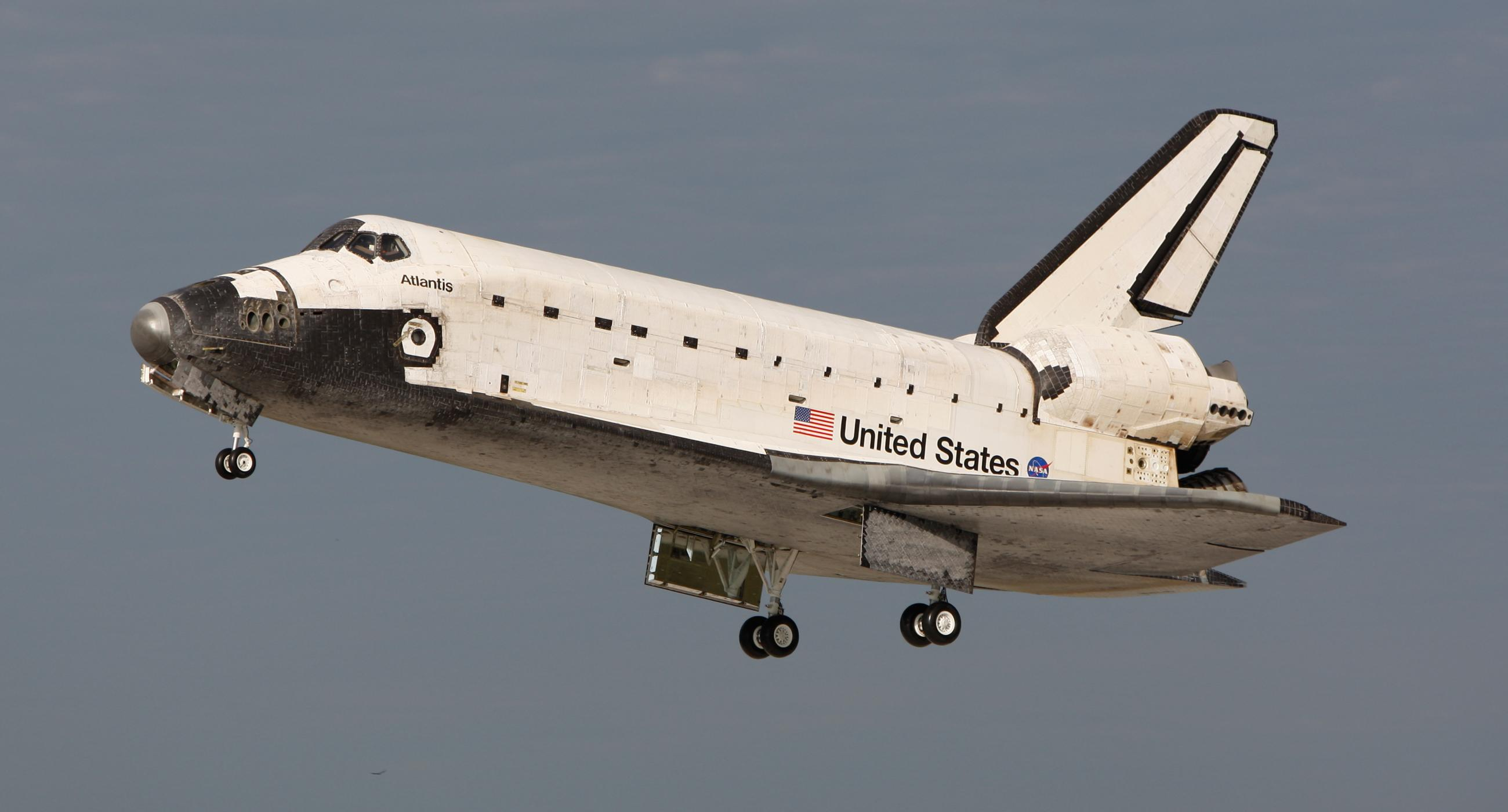
太空梭軌道器，第一個載人軌道太空飛機

隨著美國轉向發展太空梭與自由号空间站，兩國繼續在太空競爭而不是合作。蘇聯從1973年到1977年發射了3個偽裝成禮炮計畫的金剛石計劃軍事太空站。他們跟隨金剛石計劃軍事太空站開發了和平號太空站，這是第一個模塊化的半永久性空間站，其建造時間是1986年至1996年。和平號（Mir）以354公里（191海裡）的高度，以51.6°的傾角旋轉。它被佔領了4,592天，並於2001年進行了受控的再入。
太空梭於1981年開始飛行，但美國國會未能批准足夠的資金來實現自由号空间站。由四個太空梭組成的艦隊：哥倫比亞號、挑戰者號、發現號和亞特蘭蒂斯號。第五架太空梭奮進號，用以取代1986年1月28日挑戰者號在發射過程中因事故而被摧毀，並造成造成7名宇航員死亡。從1983年到1998年，有22次航天飛機在有效載荷海灣中載有一個名為太空實驗室計劃的歐洲太空總署出動太空站。

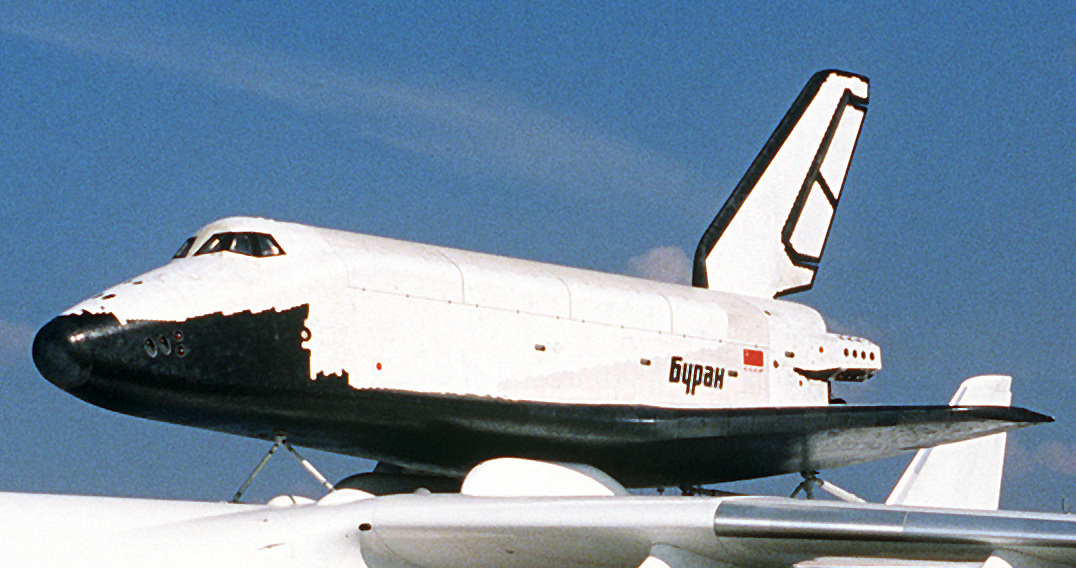
參考太空梭軌道器製造的暴雪號

蘇聯複製了可重複使用的太空梭軌道器，他們將其稱為暴雪號。它被設計為由可消耗的能量號發射入軌道，並且能夠進行機器人軌道飛行和著陸。與太空梭不同，暴雪號沒有主火箭發動機，但是像航天飛機軌道器一樣，它使用發動機執行最後的軌道插入。1988年11月成功進行了一次無載人軌道試驗飛行。計劃在1993年進行第二次試飛，但由於缺乏資金和1991年蘇聯解體，該計劃被取消。2002年5月，另外兩架軌道飛行器從未完成，一次進行無人飛行的軌道器在機庫屋頂坍塌中被摧毀。

### 美俄合作

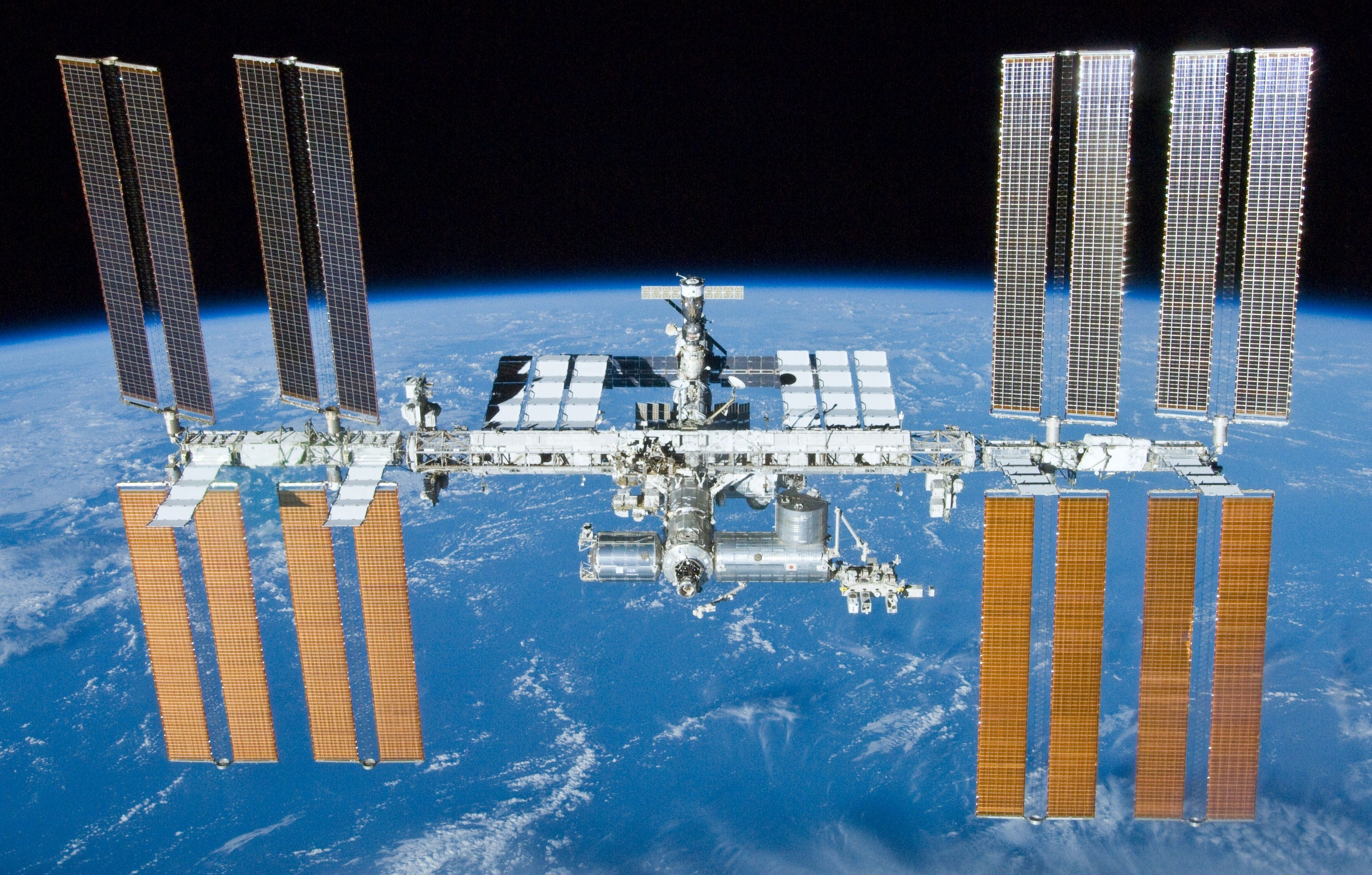
國際太空站，由美國和俄羅斯在軌道合作組裝

1991年蘇聯解體結束了冷戰，並為美俄之間的真正合作打開了大門。蘇聯聯盟號和太空梭-和平號計劃由俄羅斯聯邦航天局接管。太空梭-和平號計劃包括訪問和平號太空站的美國太空梭，在太空梭上飛行的俄羅斯宇航員以及在聯盟號飛船上進行和平號航天飛機長期探險的美國宇航員。
1993年，比爾·克林頓總統確保了俄羅斯的合作，將計劃中的自由號太空站轉換為國際太空站（ISS）。該站的建設始於1998年。該站以409公里（221 nmi）的高度和51.65°的傾角運行。
太空梭在進行了135次軌道飛行後於2011年退役，其中幾次幫助國際太空站的組裝、補給和乘員。2003年2月1日，哥倫比亞號太空梭在重返大氣層期間被摧毀，造成7名宇航員遇難。
儘管國際太空站的一半是俄羅斯獨有的，但俄羅斯仍在繼續合作。

### 中华人民共和国

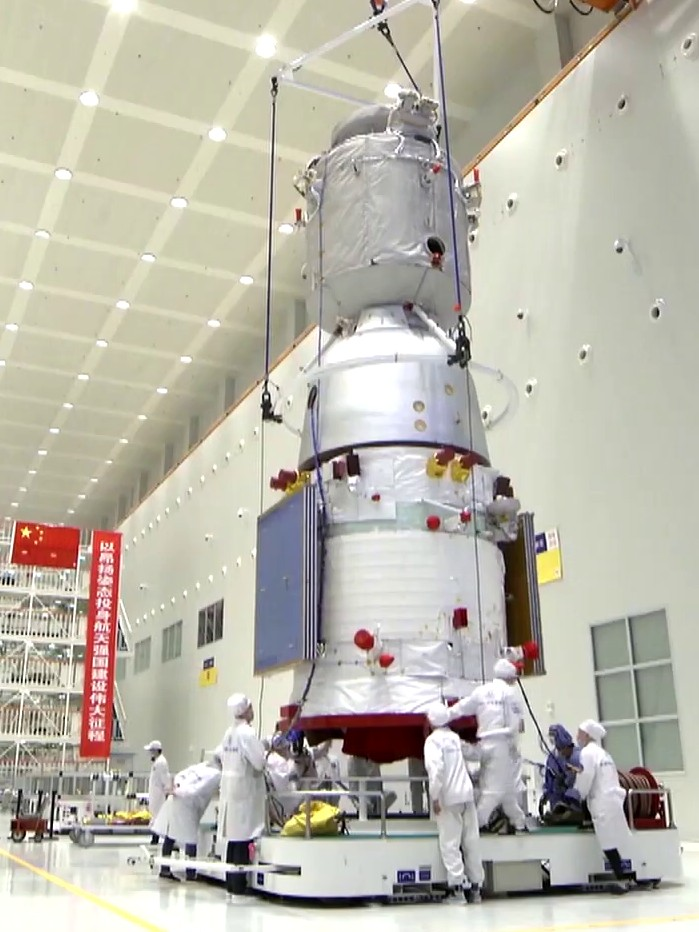
中国神舟飛船，首艘由美蘇之外的国家研发建造的载人飞船。

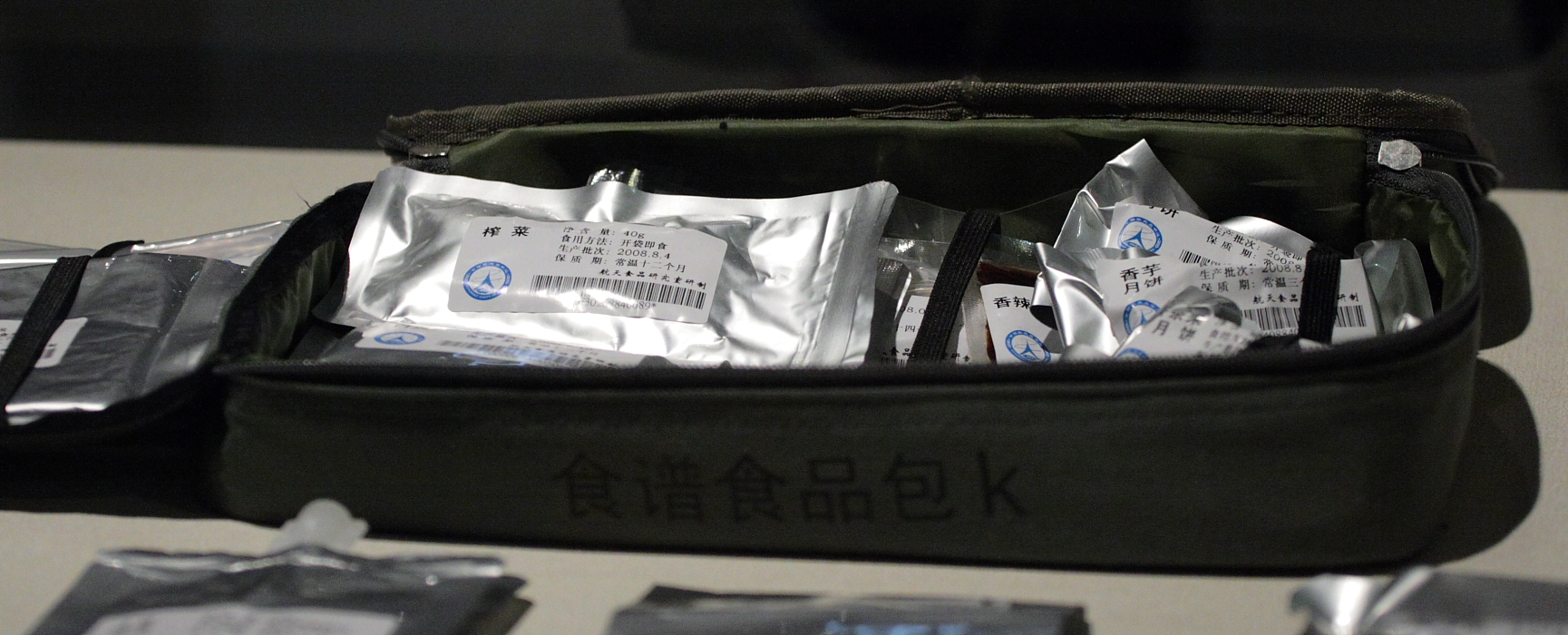
中国航天员所食用的太空食品

中国载人航天工程于1992年正式启动，以“三步走”走的方式发展载人航天。2003年10月15日早上9时整，长征二号F运载火箭在酒泉卫星发射中心将搭载着中国第一位航天员杨利伟的神舟五号飞船成功发射升空，飞船在太空绕地球飞行14圈后，返回舱于2003年10月16日6时23分在内蒙古四子王旗主着陆场成功着陆，标志着中华人民共和国成为继前苏联和美国之后世界上第三个有能力独立进行载人航天的国家，完成“第一步”。
2005年，神舟六号完成首次“多人多天”载人航天飞行任务。2007年，神舟七号的翟志刚和刘伯明成功实施了中华人民共和国首次太空舱外活动。2011年至2012年，天宫一号目标飞行器先后与神舟八号和神舟九号完成首次无人与有人空间交会对接，中华人民共和国成为世界上第三个独立完全掌握空间交会对接技术的国家。2017年4月27日，天舟一号货运飞船与天宫二号空间实验室对接并成功完成首次推进剂在轨补加试验，标志着中华人民共和国突破和掌握推进剂在轨补加技术，中国载人航天工程“第二步”顺利完成。
从2020年开始，载人航天工程的“第三步”启动，共规划12次无人与载人飞行任务以在2022年前后完成天宫空间站的建造。2021年4月29日，搭载空间站天和核心舱的长征五号B运载火箭在文昌航天发射场点火升空并成功将核心舱进入预定轨道，中国空间站在轨组装建造全面展开。2021年6月17日，神舟十二号载人飞船发射并与天和核心舱对接，三人乘组顺利进入核心舱，中国人首次进入自己的空间站，进行了为期三个月的驻留后于9月17日顺利返回，顺利完成中国空间站阶段的首次载人飞行任务。同年10月17日，神舟十三号乘组进驻天和核心舱，之后完成了为期六个月的首次空间站长期驻留，创造了中国航天员连续在轨飞行时长新纪录。
根据中国载人航天工程办公室公布的计划，空间站建造阶段规划了6次任务，全部在2022年完成。其中5月发射天舟四号货运飞船，6月发射神舟十四号载人飞船，7月发射空间站问天实验舱，10月发射梦天实验舱，随后发射天舟五号货运飞船和神舟十五号载人飞船。

### 美國"太空梭間隙"("Shuttle gap")

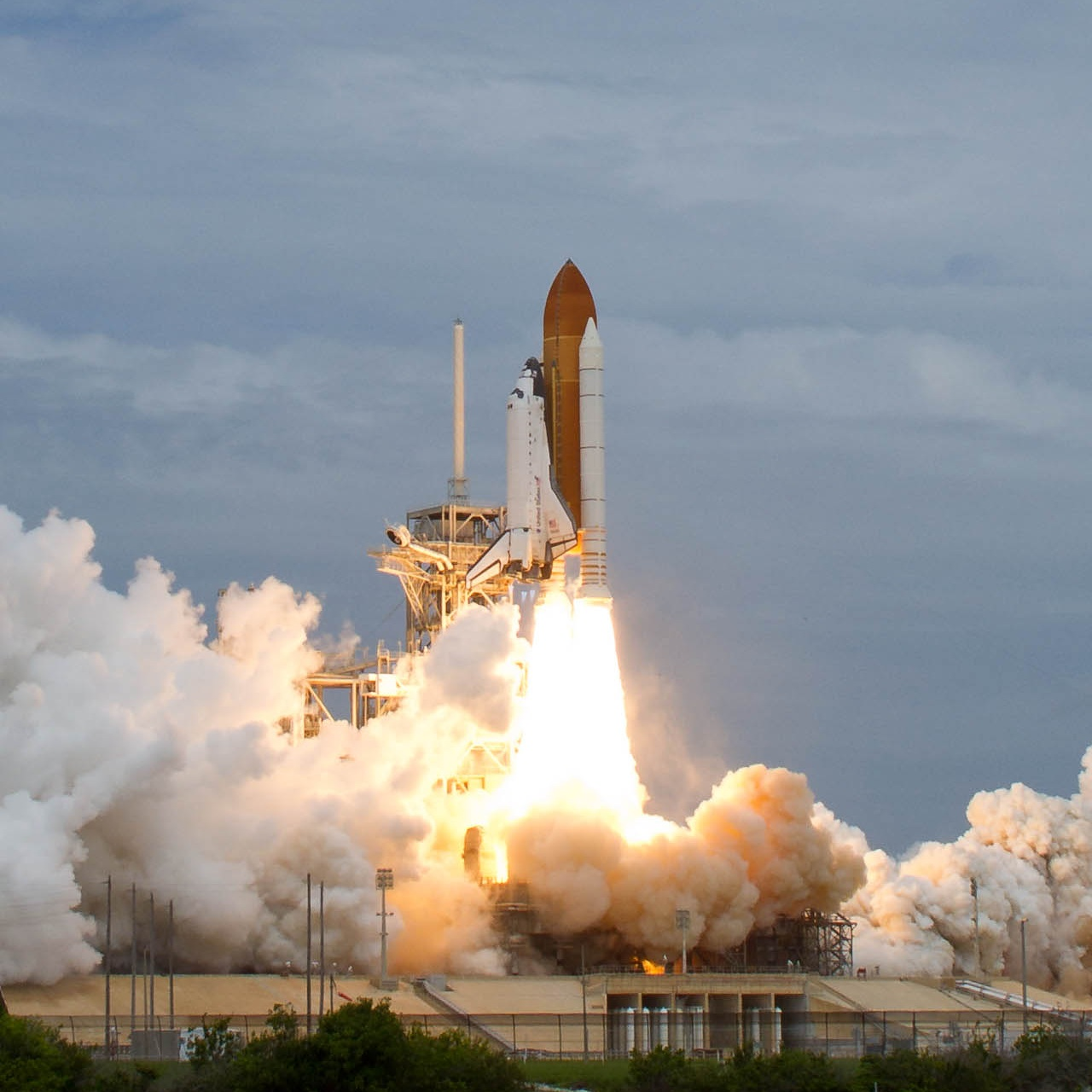
STS-135（2011年7月），美國到2020年為止的最後一次載人太空飛行

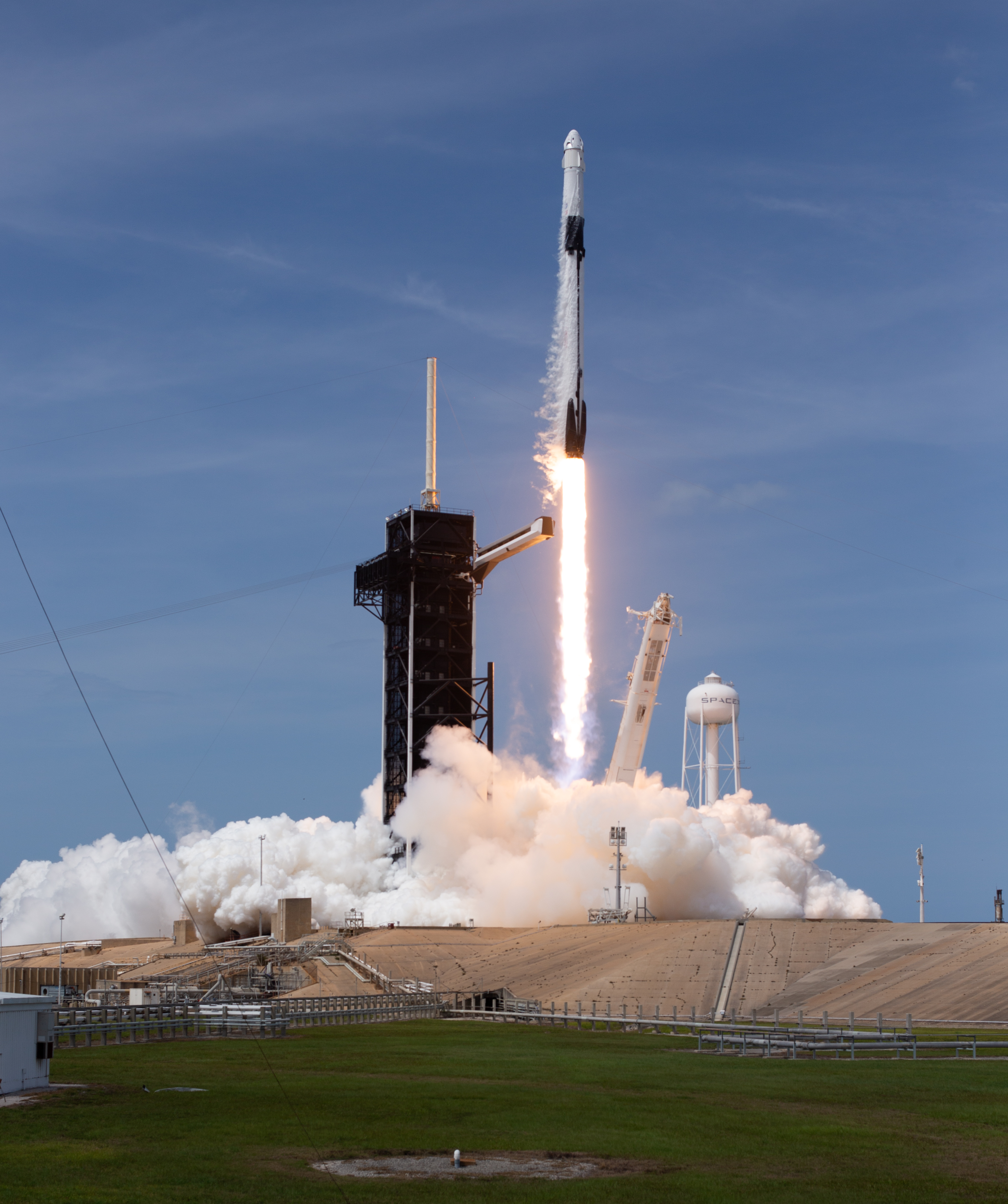
載人天龍號太空船示範2號（2020年5月至2020年8月），這是自STS-135以來首次美國本土的載人航天

在布希政府的領導下，星座計劃包括了退役太空梭計劃，並將其替換為低地球軌道之外的太空飛行能力的計劃。在2011年美國聯邦預算中，歐巴馬政府取消了星座計劃，原因是星座計劃超出預算且進度落後，而沒有對關鍵的新技術進行創新和投資。作為阿提米絲計畫的一部分，NASA正在開發由太空發射系統發射的獵戶座太空船。根據商業載人航天發展計劃，NASA將依靠私營部門提供的運輸服務到達低地球軌道，例如SpaceX的龍飛船2號，內華達山脈公司的逐夢者太空飛機或波音的星際航線。從2011年太空梭退役到2018年12月13日首次發射太空船2號VP-03航天飛機的時間，與1975年阿波羅計畫飛行結束和1981年第一次太空梭飛行之間的間隔相似。被總統藍絲帶委員會列為美國人類太空飛行的空白。
SpaceX龍飛船2號於2020年5月30日發射升空，由2名美國宇航員組成，這是自STS-135以來美國首次進行人類太空飛行。

### 商業私人太空飛行

太空船1號，第一個私人亞軌道太空飛機

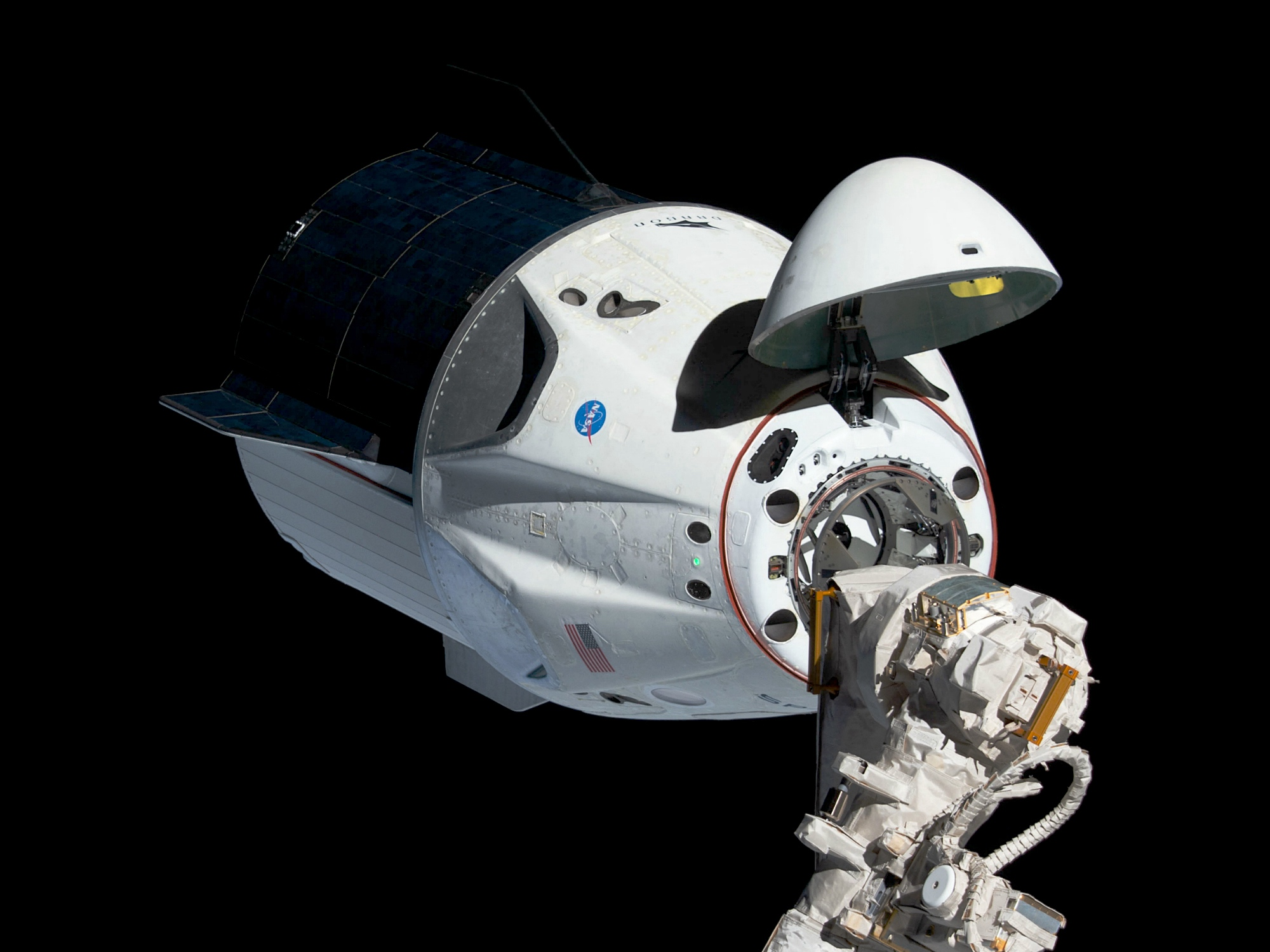
龍飛船2號，第一艘私人軌道航天器

自2000年代初以來，已經開展了各種私人航天飛行事業。包括藍色起源、SpaceX、維珍銀河和內華達山脈在內的幾家公司都有明確的計劃來推進人類太空飛行。截至2016年，這四家公司都在實施開發計劃，以搭乘商業旅客。
維珍銀河正在開發一款目標為太空旅行的商業亞軌道航天器，名為太空船二號，該太空船於2018年12月進入太空。藍色起源已開始對其新雪帕德火箭進行多年測試計劃，並在2015-2019年成功進行了11次未乘員測試飛行。藍色起源計劃於2019年與人類一起飛行。
截至2020年，SpaceX和波音公司都在開發具有載人能力的軌道太空艙，SpaceX搭載獵鷹九號運載火箭上的龍飛船，將NASA宇航員運送到國際空間站。波音則將通過在聯合發射聯盟擎天神5號運載火箭上發射的波音星際航線來做到這一點。這些具有軌道能力的技術的發展資金已經由政府和私人資金共同提供，而SpaceX則通過私人投資為這種載人能力提供了全部發展資金中的較大部分。兩家公司都沒有公開宣布其軌道飛行的商業產品，儘管兩家公司都計劃在飛機上使用自己的私人宇航員而非NASA進行飛行。

## 里程碑

### 成就排序
1961年4月12日
尤里·加加林於1961年4月12日乘坐東方1號發射升空，是第一位進入太空與地球軌道的太空人.
1962年7月17日 或 1963年7月19日
羅伯特·懷特或約瑟夫·A·沃克（取決於太空邊界的定義）最早於1962年7月17日（懷特）或1963年7月19日（沃克）駕駛X-15試驗機太空飛機。
1965年3月18日
1965年3月18日，阿列克謝·列昂諾夫是第一位進行太空漫步的太空人。
1965年12月15日
沃爾特·西拉（Walter M.Schirra）和湯姆·斯塔福德（Tom Stafford）首次表演太空會合,駕駛他們的雙子星6A號航天器，並保持距離雙子星7號1英尺（30厘米）的位置超過5個小時。
1966年3月16日
尼爾·阿姆斯特朗（Neil Armstrong）和戴維·斯科特（David Scott）首次交會對接，駕駛他們的雙子座8號飛船與一輛無載人的阿金納目標飛船 (Agena target vehicle)對接。
1968年12月
弗蘭克·博爾曼，吉姆·洛威爾和威廉·安德斯在1968年12月21日至27日返回地球的十次繞月飛行的阿波羅8號任務中，率先越過低地球軌道（LEO），並首次進行繞月運動。
1969年7月20日
尼爾·阿姆斯特朗和伯茲·艾德林於1969年7月20日在阿波羅11號首次登陸月球。
在宇宙中待最久的時間
從1994年1月8日到1995年3月22日，瓦列里·波利亞科夫進行了最長的一次太空飛行（437天，17小時，58分鐘和16秒）。根纳季·帕达尔卡在太空中花費了最多的時間，完成了879天的多次任務。
最久的載人太空站
從2000年11月2日到現在，國際太空站在太空中人類持續存在的時間最長（19年和285天）。該記錄先前是和平號太空站所保存的，從1989年9月5日的聯盟號TM-8到1999年8月28日的聯盟號TM-29，歷時3,634天（近10年）。

### 國籍或性別排序
1961年4月12日
尤里·加加林成為1961年4月12日在東方1號升空的第一個蘇聯人以及第一個進入太空的人。
1961年5月5日
1961年5月5日，艾倫·謝潑德成為第一個在自由7號上升空的美國人。
2003年10月15日
2003年10月25日，杨利伟成为第一个进入太空的中国人。

## 各國首次載人航太
成功的載人航天以粗體顯示
亞軌道飛行以斜體顯示
| 國家/組織 | 航太局                               | 各國名稱 | 首個宇航員  | 日期                                 | 航天器                       | 發射器        |
| --------- | ------------------------------------ | --- | ----------- | ------------------------------------ | ---------------------------- | ------------- |
| 苏联      | 蘇聯太空計劃 (OKB-1)                 | cosmonaut （俄文） kosmonavt                                                                                          | 尤里·加加林 | 1961年4月12日                        | 東方一號                     | 東方          |
| 美国      | 美國太空總署 (NASA)                  | astronaut | 艾倫·謝潑德 | 1961年5月5日（亞軌道飛行）           | 自由七号                     | 紅石          |
| 中國      | 中國載人航天計劃                     | 宇航员 航天员 | —           | 1973（放棄）                         | 曙光一號                     | 長征二號甲    |
| 中國      | 中國載人航天計劃                     | 宇航员 航天员 | —           | 1981（放棄）                         | 返回式衛星                   | 長征二號      |
| ESA       | 歐洲太空總署 (ESA)                   | astronaut spationaut spationaute （法文）                                                                             | —           | 1992（放棄）                         | 赫耳墨斯號                   | 亞利安五號    |
| 伊拉克    | —                                    | رجل فضاء （阿拉伯文） rajul faḍāʼ رائد فضاء （阿拉伯文） rāʼib faḍāʼ ملاح فضائي （阿拉伯文） mallāḥ faḍāʼiy           | —           | 2001（放棄）                         | —                            | Tammouz       |
| 日本      | 宇宙航空研究開發機構 (JAXA)          | 宇宙飛行士（日語） uchūhikōshi                                                                                        | —           | 2003（放棄）                         | HOPE-X                       | H-II          |
| 中國      | 中国载人航天工程办公室 (CMSA)        | 航天员 宇航员 taikonaut（英文） 附会自"太空人"(tàikōng rén)                                                           | 楊利偉      | 2003年10月15日                       | 神舟五號                     | 長征二號F     |
| 印度      | 印度太空研究組織 (ISRO)              | vyomanaut gaganaut aakashagaami आकाशगामि: （梵文） brahmāndagaami ब्रह्मान्डगामि: （梵文） antarikshyaatri अन्तरिक्षयात्रि: （梵文） | —           | 2023（计划）                         | 軌道飛行器 (OV)              | GSLV Mk III   |
| ESA       | 歐洲太空總署 (ESA)                   | astronaut spationaut spationaute （法文）                                                                             | —           | 2020 (已確認概念 但先完整開發未開放) | ARV phase-2 （可能改由CSTS） | 亞利安五號    |
| 伊朗      | 伊朗航天局 (ISA)                     | فضانورد （波斯文） faza navard                                                                                        | —           | 2021（計劃）                         | —                            | —             |
| 日本      | 宇宙航空研究開發機構 (JAXA)          | （日語） uchūhikōshi                                                                                                  | —           | 2025（計劃）                         | 基於HTV的航天器              | H-IIB         |
| 羅馬尼亞  | 羅馬尼亞航空和航空學協會 (ARCASPACE) | astronaut （罗马尼亚文）                                                                                              | —           | TBA（已確認）                        | 天鵝-任務8                   | ARCASPACE氣球 |